# Conca sedimentària de l'Ebre
|  | Si cerqueu altres usos, vegeu conca hidrogràfica de l'Ebre. |

Principals conques sedimentàries cenozoiques de la península ibèrica.

La conca sedimentària de l'Ebre (nord-est de la península Ibèrica) és una acumulació de fins a 8 km d'espessor de sediments d'edat majoritàriament Terciària provinents de l'erosió de les cadenes muntanyenques circumdants: Pirineus, Serralada Ibèrica i Serralada Costanera. La conca sedimentària es va formar com a resultat de l'acumulació de sediments marins, detrítics i evaporítics en la depressió topogràfica compresa entre aquestes cadenes. D'elles, la dels Pirineus és la de formació més recent i la que ha sofert major escurçament tectònic, tenint com a resultat la major altitud mitjana i sent per tant la principal font dels sediments de la conca.
La presència d'un mar interior fins fa 37 milions d'anys està registrada per fòssils marins en zones com Ricla a la província de Saragossa o la de Yebra de Basa a la província d'Osca o pels dipòsits salins que trobem en zones com a Remolinos a la riba de l'Ebre. Fa 37 milions d'anys, aquest mar va quedar desconnectat de l'oceà a causa d'aixecaments tectònics a la zona actual de la Rioja en algun moment entre el Neogen i del Pliocè i va donar lloc a una enorme conca lacustre evaporítica (endorreica, sense sortida fluvial). Llacs residuals d'aquest període són per exemple les llacunes endorreiques que encara persisteixen a Gallocanta, Sariñena o les del Baix Aragó.
Com a gairebé qualsevol altra conca d'avantpaís, la seva formació va començar amb una etapa marina de subsidència deguda a l'apilament dels Pirineus i al consegüent enfonsament isostàtic de la litosfera Ibèrica (vegeu flexió litosfèrica). No obstant això, a la conca de l'Ebre a aquesta fase va seguir un període de desconnexió de l'oceà a causa de la clausura de la connexió marina amb l'Atlàntic a la zona de Guipúscoa, causat per un aixecament tectònic. A causa del clima sec durant aquell període, els llacs formats a l'interior d'aquesta conca tancada evaporaven tota l'aigua que rebien sense abocar als oceans (endorreisme). El llarg període de sedimentació continental que va seguir es va caracteritzar per la deposició d'evaporites (p.e., guixos) en llacs centrals que denoten el caràcter endorreic que va tenir llavors la conca. Aquesta situació anòmala de la conca va durar fins a un moment encara poc determinat (entre 13 i 8 milions d'anys enrere) que els llacs, que havien aconseguit una altitud diversos centenars de metres sobre el nivell del mar a causa de l'acumulació dels sediments, van trobar una sortida a les seves aigües a través de la Serralada Costanera i el sistema lacustre va començar a desguassar en el mar Mediterrani, formant-se l'actual riu Ebre. A causa de l'altitud de la conca i la curta distància al mar (poques desenes de quilòmetres), les aigües abocades al Mediterrani van produir en poc temps una incisió fluvial suficient per baixar el nivell del sistema lacustre de la conca i permetre el pas a una etapa d'incisió dels sediments dipositades. A partir d'aquest període es va formar l'actual xarxa fluvial de l'Ebre i el Delta de l'Ebre, com la part visible sobre el nivell del mar és mínima. El volum actual de sediments terciaris en la Conca de l'Ebre és d'uns 70.000 km³, mentre que abans de la incisió va haver d'arribar a uns 120.000 km³. La diferència entre ambdues quantitats es troba actualment al Golf de València, Mediterrani Occidental.
L'actual relleu en la conca de l'Ebre i la magnífica exposició dels estrats dels seus sediments (que li donen gran importància geològica) és el resultat de la incisió fluvial posterior pel final de l'endorreísme.

## Fàcies sedimentàries
- Conglomerats: fàcies proximals en el marge del Sistema Ibèric (Islallana, La Rioja)
- Conglomerats: fàcies proximals en el marge de les Serralades Costaneres (Monserrat, Barcelona)
- Conglomerats: fàcies proximals en el marge dels Pirineus (Mallos de Riglos, Osca)
- Lutites i argiles: fàcies intermèdies de plana d'inundació (Bárdenas Reales, Navarra)
- Guixos: fàcies distals (centrals) evaporítiques (Zuera, Saragossa)